# Pleasant Grove (Alabama)
Pleasant Grove is een plaats (city) in de Amerikaanse staat Alabama, en valt bestuurlijk gezien onder Jefferson County.

## Demografie
Bij de volkstelling in 2000 werd het aantal inwoners vastgesteld op 9983.
In 2006 is het aantal inwoners door het United States Census Bureau geschat op 10.283, een stijging van 300 (3,0%).

## Geografie
Volgens het United States Census Bureau beslaat de plaats een oppervlakte van
22,9 km², geheel bestaande uit land.

## Plaatsen in de nabije omgeving
De onderstaande figuur toont de plaatsen in een straal van 8 km rond Pleasant Grove.